# Mývatn
Il Mývatn (in lingua islandese: Lago dei moscerini) è il quarto lago naturale per superficie dell'Islanda.
È situato nell'entroterra a circa 50 km dalla costa settentrionale dell'isola, più o meno equidistante dalle due cittadine costiere di Akureyri e Húsavík e dista circa 278 km dalla capitale Reykjavík. Presso la sua sponda nordorientale sorge il villaggio di Reykjahlíð.

## Descrizione
Ha una superficie di 37,3 km² e una profondità massima di 4,5 m; si trova a 277 m s.l.m.
È situato in un'area estremamente vulcanica, che ha visto dal 1975 al 1984 nove eruzioni. Sulle sponde sono presenti formazioni laviche create dalle colate incandescenti a contatto con l'acqua fredda, che in alcune zone hanno formato strutture alte anche decine di metri, dette "castelli neri" per il colore della roccia lavica, oppure labirinti nei quali si diramano sentieri percorribili. In altre zone vi sono formazioni dette "pseudo-crateri" create da violente esplosioni di lava bollente, sopra i 1000-1100 °C, spinta con forza nell'acqua fredda; esse si diramano verso lo specchio d'acqua, dando origine in alcuni casi a collinette che dominano il lago e l'area circostante. A breve distanza si possono scorgere pennacchi di fumo bianco proveniente da piccoli crateri comunicanti col sottosuolo e la sagoma del principale vulcano attivo della regione: il Krafla.
Poco distante dal lago corre la Dorsale Medio Atlantica, la faglia che divide le placche continentali di Europa e America e che attraversa l'intera isola da nord a sud per poi proseguire lungo il fondo dell'intero Oceano Atlantico: essa è in perenne attività allontanando Europa e America al ritmo di dieci-venti millimetri l'anno.

## Fauna
Le acque del lago sono popolate da una quindicina di specie diverse di anatre, in colonie di centinaia o addirittura migliaia di individui, che si nutrono degli insetti – specialmente moscerini – che abbondano sulle sponde del lago, il cui nome Mývatn in lingua islandese significa appunto lago dei moscerini.

## Galleria d'immagini

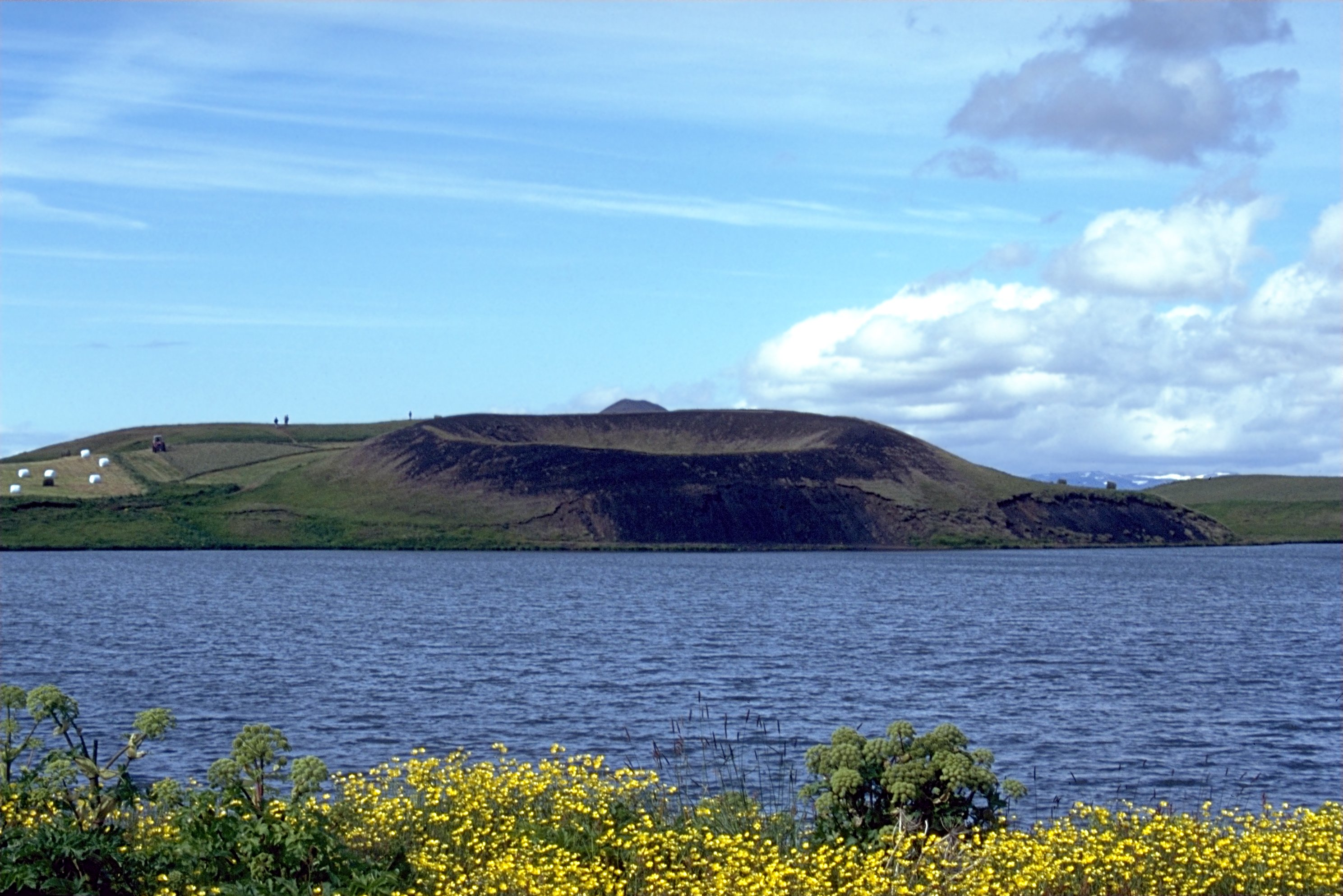
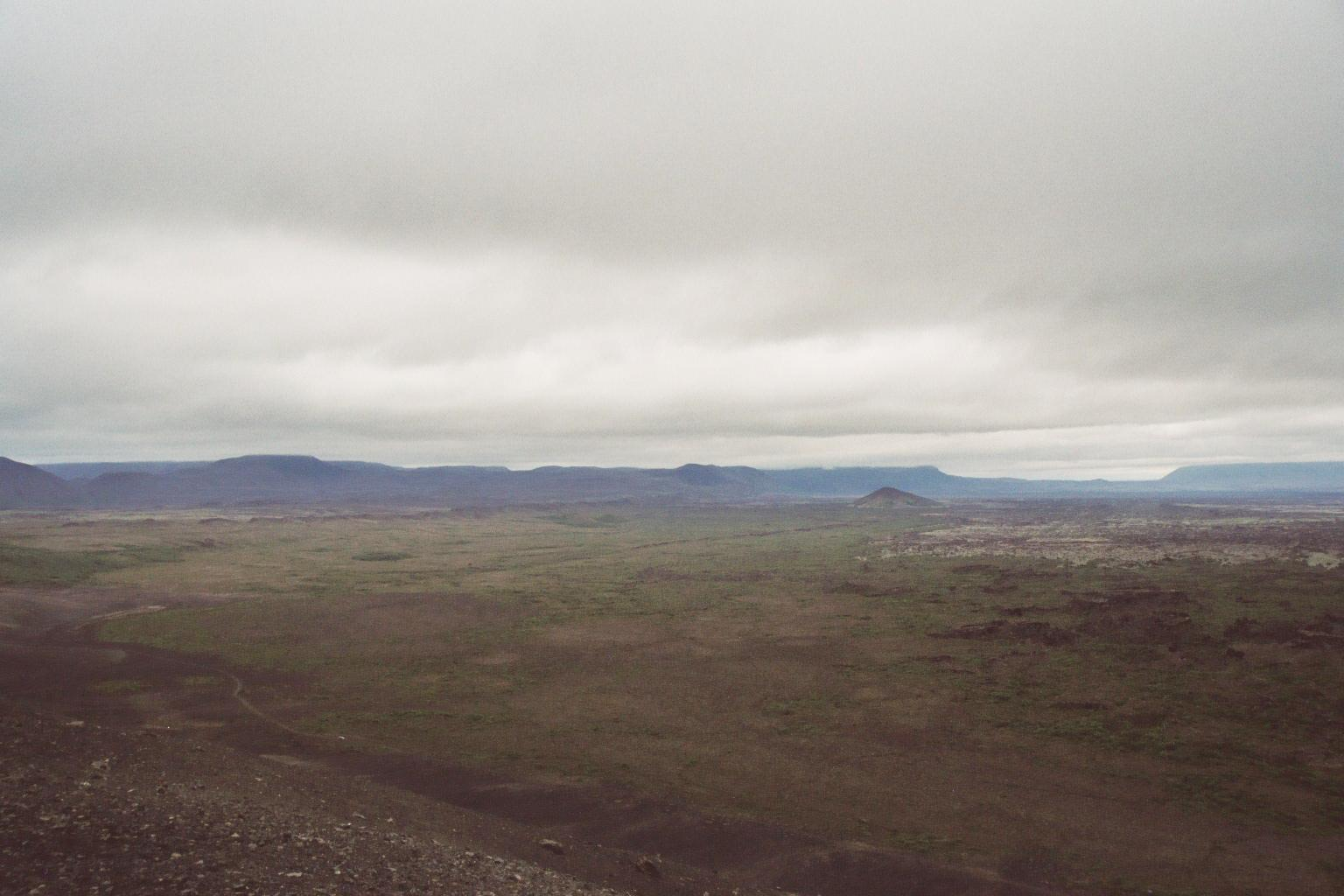
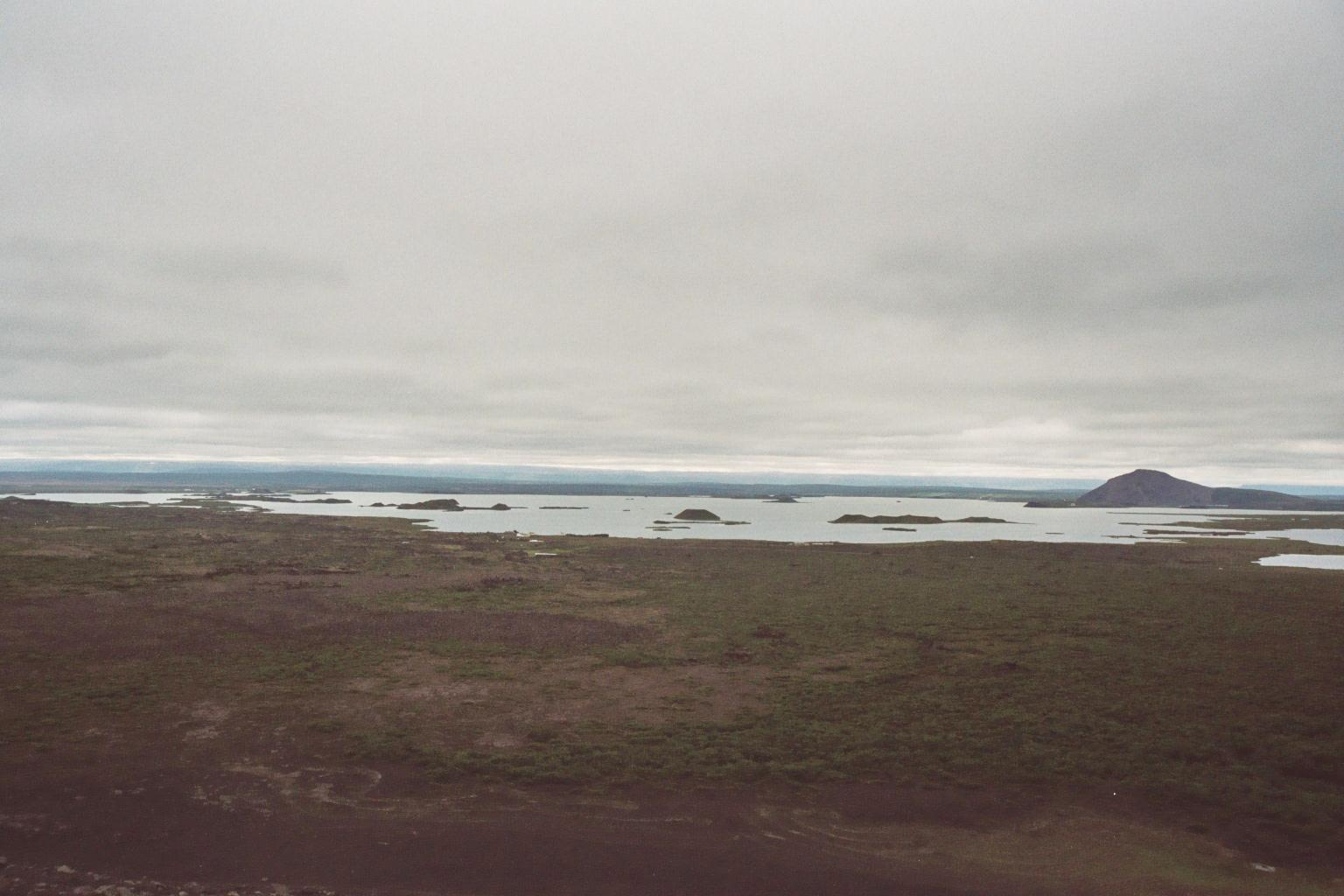
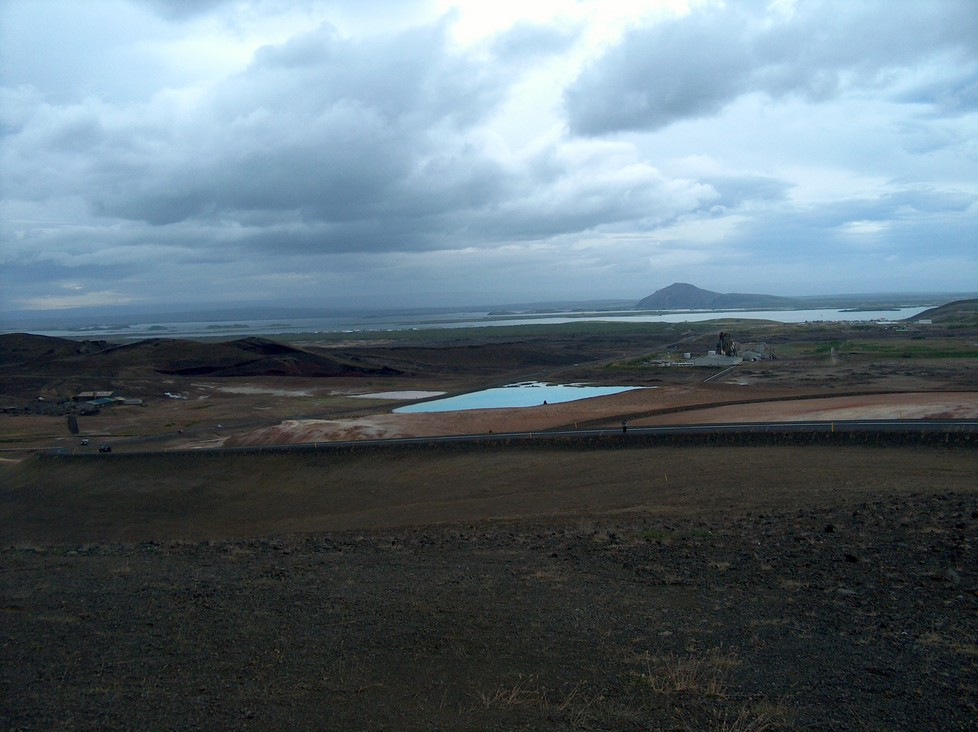
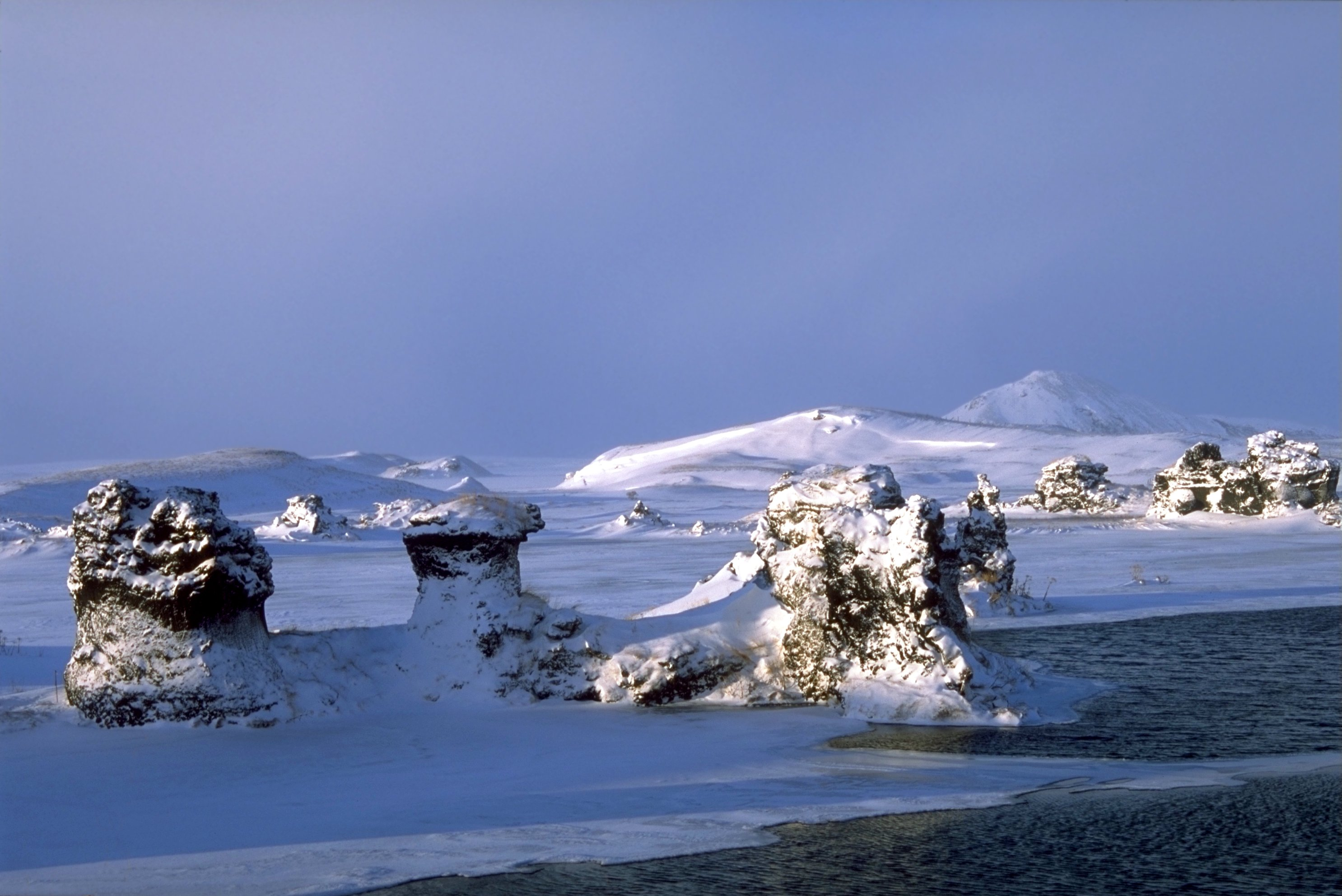
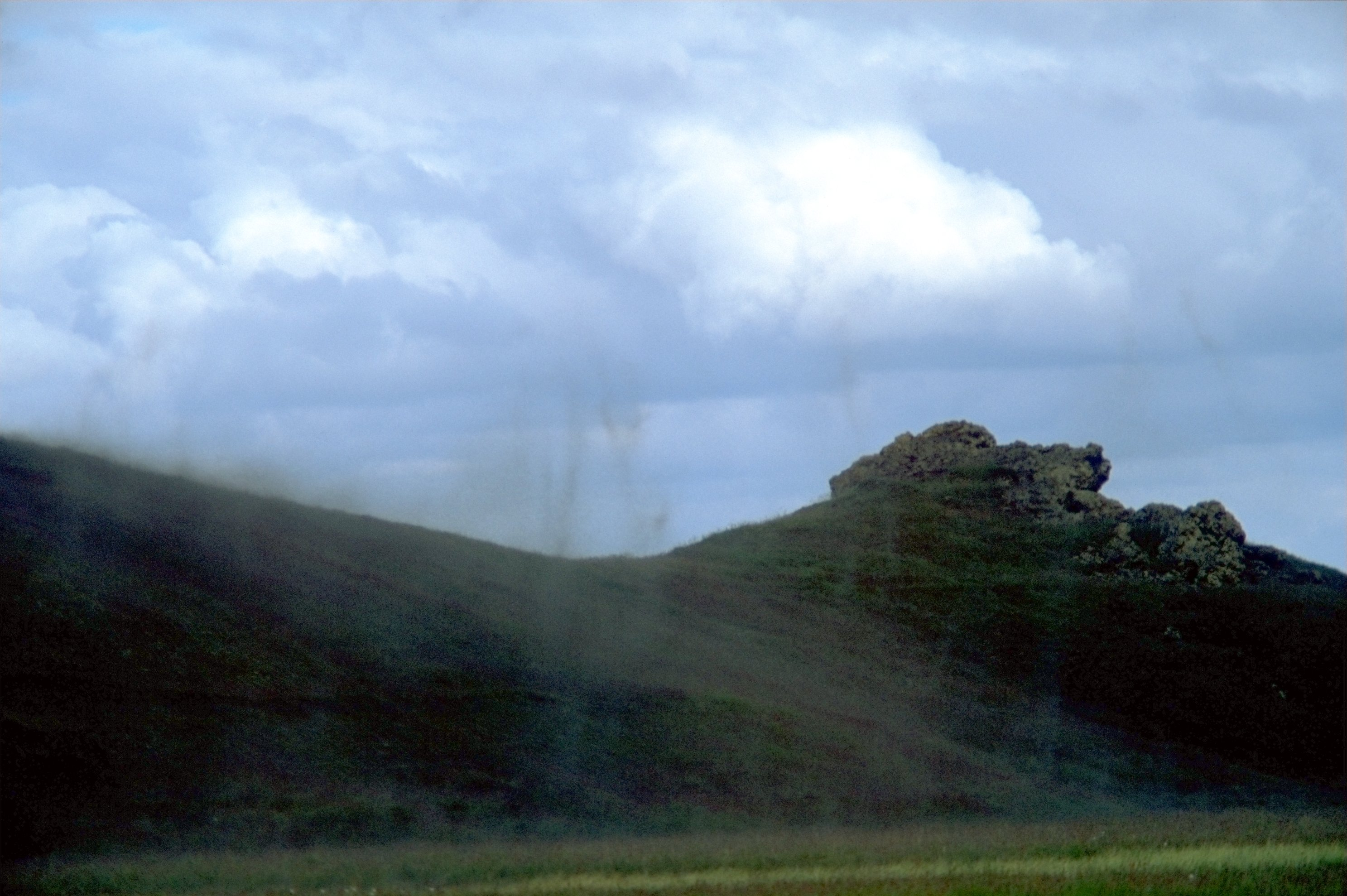
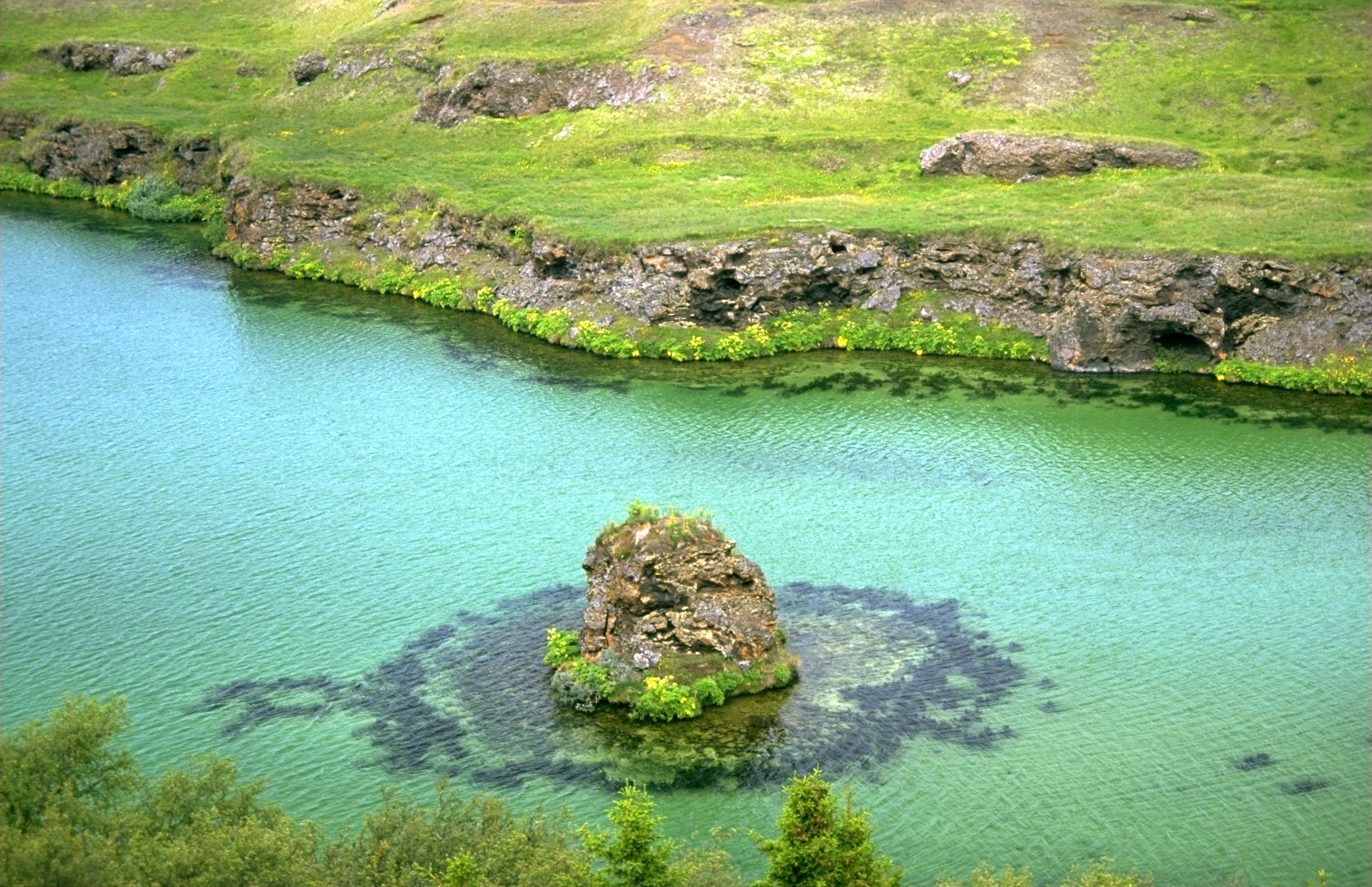
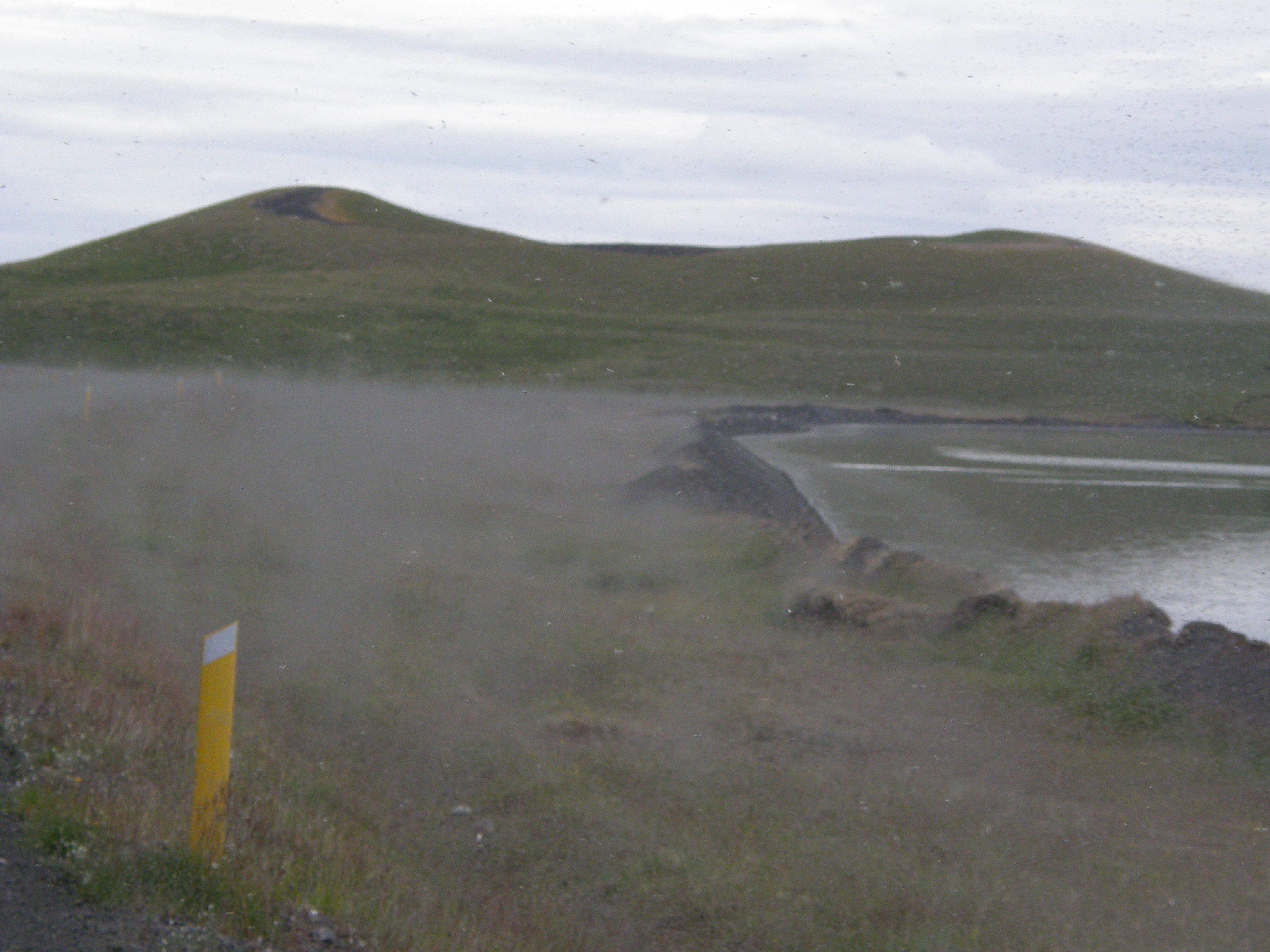
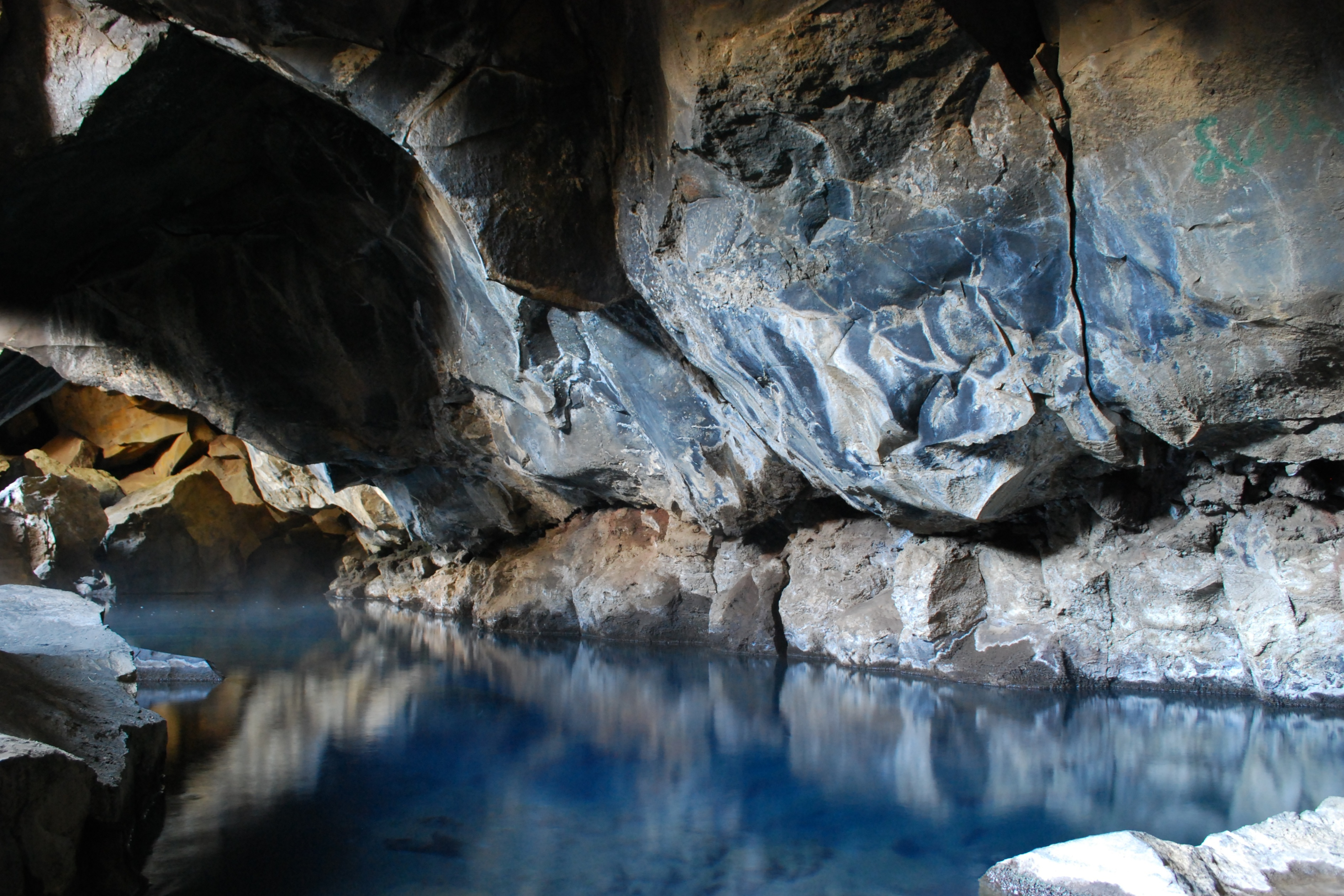
La grotta lavica Grjótagjá